# José Luis López Gómez
José Luis López Gómez (Quintanilla-Valdebodres, Merindad de Sotoscueva, 16 de octubre de 1941) es un ingeniero, inventor y empresario español.
Como directivo de la empresa Patentes Talgo ha sido un claro impulsor de la innovación y la tecnología aplicada al servicio del transporte ferroviario y especialmente de tecnología española para fabricación de trenes de alta velocidad. Entre sus numerosos inventos destacan el sistema Talgo de cambio de ancho para poder circular sin detenerse, por ejemplo, en vías de ancho español y ancho europeo; o el torno de foso para torneado de ruedas de tren sin tener que desmontarlas, con lo que se consigue evitar vibraciones en la marcha del tren y en consecuencia mejorar la comodidad del pasajero.

## Biografía
José Luis López Gómez realiza sus estudios de Ingeniería Técnica en el Instituto Católico de Artes e Industrias de Madrid. Trabajó  en varias empresas como Tricotosas CIM, ENOSA, Somme de envases y tapones, John Deere, Elma S.A.. En 1967 entra a trabajar en la empresa de Patentes Talgo, S. A., en la que estará hasta el 2004, año de su jubilación.
En Patentes Talgo ha ostentado los cargos de: Jefe de Talleres en Barcelona, Jefe de Talleres en Madrid, Jefe de ingeniería de Talleres y en 1990 fue nombrado Director Técnico de Patentes Talgo. En 1996 fue nombrado director general de Tecnología (I+D), cargo que ostentó hasta su jubilación en 2004, convirtiéndose desde esa fecha en asesor técnico de presidencia de Patentes Talgo.

## Inventos
Durante los 46 años de vida laboral José Luis López Gómez ha intervenido directamente en el desarrollo de los siguientes inventos y patentes:
- Máquina para la fabricación de roscas para bombonas de butano, que permitió reducir el tiempo de fabricación de 3 minutos a 40 segundos por unidad.

- Máquinas- herramientas (4) semiatomáticas para el mecanizado rápido de piezas de pequeño volumen.

- Máquina para separar los tapones de los racimos, que permitió reducir de 15 a 2 el número de personas necesarias para realizar la operación.

- Patente en 1969 de anti patinaje (ABS) para trenes Talgo III.

- Patentes de Torno de foso 1971 para torneado de ruedas de trenes sin desmontar (en servicio) con libertad de movimientos para evitar vibraciones y conseguir precisiones de 0,02 mm. en diámetros para ruedas de hasta 1.300 mm..

- Equipo de control automático para medir diámetros de ruedas por rodadura, con precisión de 0,1 mm

- Patente de Captador y Control automático de perfiles de rodadura de trenes por láser.

- Patente de carro motriz de la altura muy reducida (altura de carril) para transporte y desplazamiento de material ferroviario a baja velocidad.

- Patente de equipo de control automático de defectos superficiales tales como exfoliaciones, fisuras, en banda de rodadura de rueda de trenes.

- Patente de Cambio automático de ancho para vagones de mercancías, actualmente en desarrollo.

- Patente de cambio automático de ancho para bogíes tractores convencionales, de aplicación a locomotoras Talgo BT. Son las primeras locomotoras del mundo con cambio automático de ancho.

- Desarrollo de suspensión primaria para rodadura Talgo. Con estas rodaduras montadas en coches Talgo se consiguió circular con gran estabilidad en el banco de Múnich a 500 km/h., siendo el récord del banco en aquella fecha, 1989. Posteriormente, en 1994, se circuló con una rama prototipo a 360 km/h en vías de Alemania, con gran estabilidad y en España en 2001, con un tren preserie, a 362 km/h. A la vista de los resultados se comenzó la comercialización de trenes Talgo de alta velocidad.

- Desarrollo de la patente de guiado activo para rodadura con rueda libre.

- Desarrollo de la suspensión activa para trenes Talgo.

- Desarrollo de la patente de guiado de rodaduras con rueda libre por GPS.

- Dispositivo para desplazar los topes de las cajas de vehículos ferroviarios al pasar por curva. Con este dispositivo, se pueden hacer los coches más anchos y conseguir más espacio para los viajeros.

- Aseguramiento automático de maletas en trenes de viajeros.

- Conjunto de eje ferroviario con Cambio Automático de Ancho de Vía

## Reconocimientos
En noviembre de 2011 en reconocimiento a su trayectoria profesional y su aportación tecnológica, el Ministro de Trabajo del Gobierno de España le impuso la Medalla al Mérito en el Trabajo.
En 2013 fue nominado para el premio al inventor del año 2013 (European Inventor Award 2013) por la Oficina Europea de Patentes (OEP) en la modalidad de industria, por su patente de «Método para optimizar el guiado de vehículos ferroviarios». Pocos meses después, en mayo del mismo año, fue elegido como «Mejor Inventor Europeo del año» por votación popular y recogió su galardón en la Oficina Europea de Patentes en Ámsterdam.
El 2 de diciembre de 2013 el comité técnico científico de la Fundación García Cabrerizo le otorga la Medalla de Honor al Fomento de la Invención.
El 9 de julio de 2018 fue condecorado por la Federación Rusa con la medalla “Agustín de Betancourt”, por sus aportaciones al tren Talgo Moscú Berlín.